# Municipio de Pantepec (Puebla)
El municipio de Pantepec (del nahuatl: pantli, tepetl  ‘bandera, cerro’‘Cerro de la bandera’) es un municipio situado en el estado mexicano de Puebla. Según el censo de 2020, tiene una población de 18 528 habitantes.
El nombre de este municipio y de la cabecera municipal homónima (cuyo nombre en lengua tutunakú es Kachikin) se deriva de las voces nahuas pantli y tepetl, dando origen al vocablo moderno Pantepec antes citado. Sin embargo, en la entrada del Diccionario del náhuatl en el español de México, de Carlos Montemayor, se encuentra lo siguiente: debido a la composición del pueblo, el nombre podría ser un acortamiento de Icpantepec, "sobre el cerro", del náhuatl icpan, encima de algo y tepetl, cerro.

## Ubicación
El municipio de Pantepec se localiza en la Sierra Norte de Puebla. Sus colindancias son hacia el norte con los municipios de Francisco Z. Mena y el municipio de Ixhuatlán de Madero perteneciente al Estado de Veracruz, al sur con Jalpan, al oriente con el municipio de Venustiano Carranza, y al poniente con el municipio de Huehuetla, perteneciente al Estado de Hidalgo.

## Historia
Pantepec fue fundado por grupos totonacas, tepehuas y otomíes. Después de la Conquista, estuvo bajo la jurisdicción eclesiástica de Huauchinango y bajo el obispado de Puebla. A partir de 1895 fue designado como municipio libre. Se llamó primero San Juan Pantepec y posteriormente Jalpantepec y al independizarse de Jalpan se llamó a partir de entonces Pantepec. La población participó en la batalla del 5 de mayo de 1862 en Puebla. En 1911 gente del pueblo comenzó a participar en la Revolución Mexicana y sobre todo a partir de 1913 tras el asesinato del presidente Madero, se apoyó al plan de Guadalupe de Venustiano Carranza en contra de Victoriano Huerta lo que provocó que tropas federales castigaran al pueblo incendiándolo pereciendo muchas personas y las demás perdiéndolo todo durante este año de 1913.

## Flora
Lo que principalmente se cosecha en Pantepec es el café de grano con rendimiento promedio de 5.5 toneladas de café cereza por hectárea (SIAP, 2005); no obstante, es una región con altos índices de marginación social, política y económica (SEGOB, 2001). La crisis del cultivo del café debida a los bajos precios internacionales y al bajo consumo nacional, ha propiciado que los pequeños productores no inviertan capital en los cafetales, a pesar de lo cual, el cultivo de esta especie se mantiene como una opción para la economía campesina, debido principalmente a la versatilidad del agroecosistema en su manejo y composición florística.
La planta de la palma camedor jihuite segrega una sustancia o savia que es utilizada como tinta, la cual combinada con algunos químicos sirve para pintar los dólares, sin embargo, los productores desconocen estas propiedades, aunque se afirma que las autoridades sí conocen el valor de esta palma. Su venta representa  anualmente una derrama económica de 46 millones de pesos para los campesinos y da empleo a cerca de 12 mil familias.[cita requerida]
Esta palma es exportada a los Estados Unidos pero no para ser empleada como cualquier maceta, es decir, de ornato. Según la investigación del reportero de Milenio, cuyo nombre se me escapa, el Departamento del Tesoro de los Estados Unidos, la utiliza en la fabricación de billetes; su savia mezclada con químicos especiales sirve para teñir el verde que identifica al dólar.

## Cultura
En el municipio de Pantepec existen numerosas prácticas culturales. Una de ellas es el quexquemitl (en totonaco tapún  o quexquén) típico del pueblo, bordado y tejido a mano, en telar de cintura. La vestimenta de los pueblos del municipio además incluye las de los pueblos otomíes y tepehuas.
Además del tejido típico, la variedad gastronómica es inmensa y poco conocida en el exterior. Debido a la convivencia de tres grupos mesoamericanos, se pueden encontrar en distintas localidades del municipio muestras gastronómicas de las culturas totonaca, otomí y tepehua.
Por citar algunas muestras de ello, los platillos de origen totonaco constan de una variedad de pascal (telakgasual) de ajonjolí o semillas de calabaza (pipián) entre otros ingredientes, y comida a base de numerosos cultivos de Pantepec. De procedencia tepehua, el pascal de pescado es representante de Mecapalapa, en donde se consume además el zacahuil.
El mole también se prepara en las localidades del municipio. Parece tener similitudes con el mole poblano, pero en la región de Pantepec las recetas de este platillo son más variadas. Se acostumbra comerlo en festividades importantes y en ofrendas, especialmente en Todos Santos (Xantolo o Santoro).
En cuanto a danzas y música, sobresalen los santiagueros (lisantiago), muestra de una práctica sagrada. Otras danzas son de los tocotines y negritos. La música que acompaña a la danza de los santiagueros se compone de una flauta o carrizo y un tambor de cuero, cuyos tonos recuerdan a la música prehispànica.
La música ritual es también un exponente de las culturas totonaca, otomí y tepehua, herederas de prácticas ancestrales y ritmos mesoamericanos. La música totonaca de arpa y violín es sagrada, de ritmos muy alegres. Se interpreta en diversos rituales y consta de un ejecutante de arpa y un violinista. En la música otomi intervienen un violín y una guitarra huasteca, generalmente, y a veces, la jarana. Finalmente, la tepehua puede llevar los mismos instrumentos, violín y guitarra huapanguera. Según diversos testimonios, en ocasión de Tawilat o Tawilate (ofrenda a la tierra), se ejecuta la música ritual y la gente que interviene en ella puede llevar sonajas, hechas de güiras o cucurbitáceas pequeñas (guajes), que llevan en su interior semillas, especialmente de papatla.
La música fúnebre se compone por los instrumentos del son huasteco: violín, guitarra huasteca y jarana. Se interpreta especialmente en el cortejo fúnebre de las familias de origen totonaca u otomí. El ritmo suele ser lento, de compases de 2/4 o 4/4.

## Idiomas
Como en todo el territorio mexicano este municipio se distingue por la lengua española. Sin embargo, en esta zona de la Sierra Norte de Puebla existe una gran diversidad de culturas y tradiciones, reflejadas en las lenguas. En algunas regiones del municipio cercanas al Estado de Hidalgo se distingue la lengua otomí o hñahñu muy arraigada en comunidades como lo son El Pozo, Ixtololoya, Tenexco y Acalmancillo, al centro y sur la lengua totonaca, y más al norte con los límites del municipio de Ixhuatlán de Madero y Francisco Z. Mena y al Noreste con Venustiano Carranza, un poco el idioma tepehua. Cabe destacar que gran parte de la población pertenece a un grupo indígena.

## Localidades
Las principales localidades en las que se encuentra dividido el municipio son las siguientes:
- Pantepec. Cabecera municipal.
- Mecapalapa
- Ameluca
- Agua linda
- Cañada de Colotla
- El Carrizal viejo
- Tejería
- La Ceiba Chica
- Loma Bonita
- Ixtololoya
- El Pozo
- Progreso de Allende
- Ignacio Zaragoza
- El Terrero
- Acalmancillo
- Dos Arroyos
- San Antonio

## Festividades
Dos de las tres principales festividades del Municipio de Pantepec que se celebran en la cabecera Municipal son la Feria de la Tinaja, celebrada durante los días de Semana Santa dando inicio a la fiesta religiosa a partir del Jueves Santo, así como a la fiesta Sociocultural a partir del Sábado de Gloria, finalizado el día Martes posterior a este. Y el 24 de junio con la fiesta patronal en honor a san Juan Bautista durante el cual también se celebra el festival de la cosecha con música, danzas, cohetes, muestra de arte y gastronomía. Se llevan a cabo las danzas rituales como los santiagueros, los negritos entre otras. La tercera festividad importante del municipio es la fiesta del 19 de marzo en Mecapalapa en honor a san José con una feria ganadera y al igual que en Pantepec se llevan a cabo importantes eventos culturales. También en la cabecera del municipio se celebra el carnaval 3 días antes del miércoles de ceniza y las festividades de día de muertos en noviembre.